# YNW Melly
Jamell Maurice Demons (Gifford, Florida, 1 de mayo de 1999), conocido por su nombre artístico YNW Melly, es un rapero estadounidense. Es conocido por sus canciones «Murder on My Mind», «Mixed Personalities» (con Kanye West), «Suicidal» (con Juice Wrld ) y «223's» (con 9lokkNine). El primero de estos fue un éxito y atrajo más atención después de ser acusado del doble asesinato de dos compañeros raperos del colectivo «YNW». En noviembre de 2019 lanzó su álbum debut, «Melly vs. Melvin» que alcanzó puesto número 8 en el Billboard 200.
En febrero de 2019 fue arrestado y acusado de dos cargos de asesinato premeditado. También es sospechoso del asesinato de un ayudante de alguacil en Gifford en 2017. En marzo de 2019, Demons se declaró inocente de los cargos de doble asesinato y actualmente se encuentra en juicio.

## Biografía
Jamell Demons nació el 1 de mayo de 1999 y creció en Gifford, Florida. Fue criado por su madre soltera, Jamie Demons-King, y no sabe quién es su padre. Asimismo, el rapero Donte "Tha Gift" Taylor afirma ser su padre. Demons-King tenía 14 años cuando quedó embarazada y lo dio a luz cuando estaba en noveno grado. Luego de mudarse a una parte más pobre de Gifford, su madre luchó por pagar pagar la vivienda y las necesidades básicas. El hermano menor de Demons, YNW BSlime, también es rapero.
Demons se unió a la pandilla Bloods a una edad temprana. A sus 15 años comenzó a publicar sus canciones en SoundCloud. A fines de 2015, Demons fue arrestado por dispararle a un grupo de estudiantes cerca de Vero Beach High School. Posteriormente fue declarado culpable de agresión con agravantes, disparar un arma de fuego en público y dos cargos de agresión con agravantes, por los que cumplió varios meses de prisión.

## Carrera

### 2016-2018:Collect CallyI Am You
Demons adoptó el nombre artístico "YNW Melly" en 2016. YNW (una sigla de "Young Nigga World" o "Young New Wave") es un colectivo de hip-hop que estaba integrado por Demons, Anthony "YNW Sakchaser" Williams, Christopher "YNW Juvy" Thomas Jr. y Cortlen "YNW Bortlen" Henry. A fines de 2017, mientras aún estaba encarcelado, Demons lanzó su primer proyecto, un EP llamado Collect Call, que contenía colaboraciones de numerosos artistas conocidos, incluidos Lil B y John Wicks. En el 2018, lanzó los sencillos "Virtual (Blue Balenciagas)", "Melly the Menace" y "Slang That Iron". También lanzó "4 Real", "Butter Pecan" y "Medium Fries". Los respectivos videos musicales acumularon 26 millones, 16 millones y 11 millones de visitas en YouTube a enero de 2019. En agosto de 2018, Demons lanzó su mixtape debut I Am You, que apareció en el Billboard 200 en el número 192 el 10 de enero de 2019.

### 2019-2021:We All Shine,Melly vs. Melvin, yJust a Matter of Slime
El 18 de enero de 2019, mientras estaba encarcelado, Demons lanzó We All Shine, su segundo mixtape. El proyecto contó con colaboraciones de Kanye West y Fredo Bang. Con el álbum se lanzó un video musical para "Mixed Personalities", dirigido por Cole Bennett con Lyrical Lemonade. Hasta marzo de 2019, Demons había acumulado más de 200 millones de reproducciones en Spotify y más de 10 millones de oyentes mensuales. Su canción más reproducida fue "Murder on My Mind", que se lanzó originalmente como sencillo antes de ser incluido a I Am You. El 22 de noviembre de 2019 Demons lanzó su primer álbum de estudio, Melly vs. Melvin. Alcanzó el puesto número ocho en el Billboard 200, siendo la mejor posición del artista en la lista. El álbum incluyó el sencillo "223's", que logró el puesto 34 en el Billboard Hot 100.
El 13 de marzo de 2020 Demons lanzó un remix de su tema "Suicidal",  como segundo sencillo de Melly vs. Melvin. El remix contó con la colaboración del fallecido rapero y cantante estadounidense Juice Wrld. La canción alcanzó el puesto 20 en el Hot 100. Después de un año de no lanzar música y seguir luchando contra su pendiente caso de asesinato, el 5 de marzo de 2021, Melly reclutó a su compañero artista de Florida Kodak Black para el lanzamiento de "Thugged Out". A esto le siguieron otros sencillos como "Pieces" con Queen Naija y "Bestfriend 4L" con Lil Tjay. Los sencillos que condujeron al segundo álbum de estudio de Melly, Just a Matter of Slime, y al igual que Melly vs. Melvin, se lanzó mientras estaba encarcelado.

## Asuntos legales

### 2015: Asalto agravado
El 19 de octubre de 2015 Demons fue arrestado por tres cargos de asalto agravado con un arma mortal y un cargo de disparar un arma de fuego en público, luego de disparar a tres personas cerca de Vero Beach High School. Demons pasó un año en la cárcel antes de ser puesto en libertad condicional.

### 2017–2018: Violación de la libertad condicional, posesión de marihuana y armas de fuego
En 2017, Demons fue arrestado por violar la libertad condicional y pasó varios meses en la cárcel antes de ser liberado en marzo de 2018. Al año siguiente, el 30 de junio de 2018, Demons fue arrestado en Fort Myers, Florida por posesión de marihuana, posesión de armas o municiones por parte de un delincuente convicto y parafernalia de drogas. pero estará libre en mayo de 2024

### 2019-presente: Posesión de marihuana y doble homicidio
El 3 de enero de 2019 Demons fue arrestado nuevamente en Fort Myers por posesión de marihuana. El 13 de febrero de 2019, Demons fue acusado de dos cargos de asesinato premeditado en relación con la muerte a tiros en octubre de 2018 en Fort Lauderdale, Florida, de dos asociados de YNW descritos como sus amigos cercanos, los raperos YNW Sakchaser y YNW Juvy. Las autoridades afirman que Demons conspiró con el también rapero de YNW Cortlen Malik Henry (YNW Bortlen) para organizar el doble asesinato de Anthony D'Andre Williams (YNW Sakchaser) y Christopher Thomas Jr. (YNW Juvy) y hacer que pareciera que fueron fatalmente herido en un tiroteo desde un vehículo en movimiento. Henry supuestamente llevó a las víctimas al hospital donde luego sucumbieron a sus heridas. Demons se entregó el 13 de febrero de 2019. Demons anunció en su Instagram:

"No, no me encerraron en Washington, pero me entrego hoy... hace un par de meses perdí a mis dos hermanos por la violencia y ahora el sistema quiere encontrar justicia... lamentablemente hay muchos rumores y mentiras". Dicho esto, pero no se preocupe, Dios está conmigo y mi hermano @ynw.bortlen y queremos que recuerden que es una familia ynw, los amo".
@ynwmelly

El 22 de febrero de 2019, Complex informó que Demons y Henry eran sospechosos en el tiroteo del agente del Departamento del Sheriff del condado de Indian River fuera de servicio, Garry Chambliss, en Gifford, de 2017.
El 30 de noviembre de 2021, el juicio de YNW Melly se fijó para el 7 de marzo de 2022. Posteriormente, el juicio se retrasó y se fijó para el 23 de mayo de 2022. Retrasado nuevamente, el juicio se retrasó hasta el 6 de junio de 2022. Después de que el juicio no prosiguiera, el equipo de Demons decidió presentar una solicitud de juicio rápido el 26 de mayo de 2022. El 6 de julio de 2022, se anunció que Demons ya no enfrentarían la pena capital si fueran declarados culpables. Sin embargo, el 9 de noviembre de 2022, la decisión fue anulada por un juez de apelación, lo que una vez más hizo que YNW Melly fuera elegible para la pena capital si es sentenciada. Después de la elegibilidad, el equipo de Melly intentó que se desestimara con una apelación ante la Corte Suprema de Florida, sin embargo, este intento no tuvo éxito. La selección del jurado para el caso del doble asesinato de Melly comenzó el 11 de abril de 2023. Asimismo, el juicio de Melly comenzó el 12 de junio de 2023.

## Vida personal
El 2 de abril de 2020, Demons (a través de su gerencia) confirmó en Twitter que dio positivo por COVID-19. Estaba en el proceso de tratar de obtener una liberación anticipada de prisión debido a problemas de salud, ya que 6ix9ine fue liberado de prisión debido a asma y bronquitis. No obstante, el 14 de abril, su moción fue denegada.

## Discografía
- Melly vs. Melvin (2019)
- Just a Matter of Slime (2021)
- Young New Wave (2024)